# بیمارستان امام رضا (کرمانشاه)
بیمارستان امام رضا یا بیمارستان ۵۱۵ تختخوابی، بیمارستانی در شهر کرمانشاه است. این بیمارستان که تحت پوشش دانشگاه علوم پزشکی کرمانشاه اداره می‌شود، در ۱۵ بهمن ۱۳۸۴ به طور رسمی راه‌اندازی شد و بزرگترین و مجهزترین مرکز آموزشی-درمانی در منطقۀ غرب ایران به شمار می‌آید. بیمارستان امام رضا در حال حاضر بیش از ۵۸۰ تخت فعال دارد که با احتساب تخت‌های اورژانس، دیالیز و … این تعداد به بیش از ۷۵۰ تخت می‌رسد.
روزانه نزدیک به بیست هزار نفر به این بیمارستان مراجعه می‌کنند که این رقم شامل بیماران و همراهان آنان نیز می‌شود.

## ساختمان بیمارستان
ساختمان بیمارستان امام رضا در ۱۱ طبقه با بیش از ۶۰ هزار متر مربع زیربنا در زمینی به مساحت ۱۲۰ هزار متر مربع در شمال شهر کرمانشاه و در دامنۀ کوه‌های شمالی این شهر ساخته‌شده‌است. ساختمان از سه برج تشکیل شده و یک پل امکان تردد خودروها و آمبولانس را تا طبقۀ سوم ساختمان فراهم می‌کند.

## بخش‌های بیمارستانی

### بخش‌های بستری
- بخش اورژانس
- بخش پیوند
- بخش دیالیز
- بخش اتاق عمل
- بخش آی‌سی‌یو توراکس
- بخش زنان ۱
- بخش زنان ۲
- بخش زایمان
- بخش اطفال و picu
- بخش Nicu
- بخش جراحی
- بخش مغز و اعصاب
- بخش جراحی عمومی
- بخش آی‌سی‌یو جنرال
- بخش ENT
- بخش CCU
- بخش داخلی ۱
- بخش داخلی ۲
- بخش عفونی
- بخش اورولوژی ۱
- بخش اورولوژی ۲

### بخش‌های پاراکلینیکی
- بخش درمانگاه
- دپارتمان رادیولوژی
- بخش آزمایشگاه
- بخش پزشکی هسته‌ای
- بخش آنژیوگرافی و اینترونشن
- بخش فیزیوتراپی
- بخش اکوکاردیوگرافی
- بخش سنگ‌شکن

## مجله‌های بیمارستان
در مرکز آموزشی درمانی امام رضا سه مجله منتشر می‌شود:
- مجلۀ علمی پژوهشی مراقبت‌های بالینی
- مجلۀ علمی پژوهشی عفونت‌های بیمارستانی
- فصل‌نامۀ آوای ثامن[۳]

## بانک شیر مادر
در بیمارستان امام رضا به عنوان یکی از ۱۰ بیمارستان ایران که به عنوان پایلوت ایجاد بانک شیر مادر انتخاب شده‌اند، از سال ۱۳۹۸ بخشی به نام بانک شیر ایجاد شده‌است. در بانک شیر، شیرهای اهدایی مادران جمع‌آوری و برای نوزادان نارس یا بیماری که از شیر مادر خود محروم هستند، آماده می‌شود.

## رخدادها و سوانح
- در روز ۳ آبان ۱۴۰۰ ساعت ۴ بعد از ظهر فروشگاه مواد غذایی بیمارستان امام رضا دچار آتش‌سوزی شد. در این آتش‌سوزی که طی آن سانحۀ انسانی رخ نداد فروشگاه بیمارستان به طور کامل در آتش سوخت.[۵]

- در ۹ خرداد ۱۴۰۲ رییس دانشگاه علوم پزشکی کرمانشاه اعلام کرد که سرب‌های اتاق رادیوتراپی این بیمارستان توسط افرادی ناشناس به سرقت رفته است. به گفتۀ‌ وی در نیمۀ اردیبهشت حراست بیمارستان متوجه دزدیده شدن سرب‌های سقف بخش رادیوتراپی شد و مشخص شد که سارق از روی سقف کاذب اتاق‌های مجاور اقدام به سرقت کرده‌است. با بررسی دوربین‌ها تردد سه نفر مشکوک به نظر رسید و حراست دانشگاه این افراد را دستگیر کرد[۶] که دادستان عمومی و انقلاب استان کرمانشاه تعداد آن‌ها را ابتدا دو نفر[۷] و سپس سه نفر و از پرسنل بیمارستان اعلام کرد.[۸] روز بعد تست دوزیمتری برای اندازه‌گیری دقیق میزان تابش اشعه در محیط اطراف اتاق رادیوتراپی که به صورت معمول هر ۶ ماه یک بار انجام می‌شود انجام شد و مشخص شد که اشعه تا واحد پاتولوژی واقع در طبقۀ بالای این واحد نیز نفوذ کرده است.[۶]

در ۹ خرداد ۱۴۰۲ رئیس دانشگاه علوم پزشکی کرمانشاه اعلام کرد که به دلیل خطر بالای این وضعیت، واحد رادیوتراپی موقتاً تعطیل شده و ۶۰۰ قالب سرب در سقف کار گذاشته شده تا بخش پاتولوژی از اشعه پاکسازی شود. سپس دستگاه رادیوتراپی مجدداً فعال شده، هرچند اتاق‌های همجوار آن به دلیل نشت اشعه تا آن زمان تعطیل بوده‌است. این مقام مسئول در آن زمان اعلام کرد که قرار است ظرف «یکی دو هفتۀ آینده» ۱۰۰۰ قطعه سرب دیگر در دیوارها کار گذاشته شود تا نشت اشعه به اتاق‌های همجوار نیز به طور کامل متوقف شود، با این وجود در ۲۰ خرداد ۱۴۰۲ پس از گذشت ۱۱ روز از وعدۀ قبلی اعلام کرد که نصب قطعات سربی مورد نیاز در واحد رادیوتراپی تا ۳ هفتۀ دیگر نیز به طول خواهد انجامید.
به گفتۀ رییس دانشگاه علوم پزشکی کرمانشاه و نیز بنا بر اعلام دادستان عمومی و انقلاب استان کرمانشاه این سرقت نزدیک به ۵ میلیارد تومان خسارت به بیمارستان وارد آورده و همچنین باعث به خطر انداختن سلامتی مردم شده است و به همین دلیل از دستگاه قضایی تقاضای اشد مجازات برای سارقین به عمل آمده‌است. در ۱۸ خرداد ۱۴۰۲ دادستان عمومی و انقلاب استان کرمانشاه از صدور حکم بازداشت برای مدیر حراست بیمارستان امام رضا و احضار رئیس دانشگاه علوم پزشکی کرمانشاه و نیز رئیس و مدیر بیمارستان به دادسرا خبر داد. عصر ۱۸ خرداد ۱۴۰۲ همچنین تیمی از کارشناسان واحد قانونی انرژی اتمی ایران که از چند روز قبل برای بررسی موضوع و ارزیابی خطرات آن وارد کرمانشاه شده‌بودند، در کنفرانسی خبری ضمن تأیید نشت پرتو در بالای اتاق درمان اعلام کردند که طبق بررسی‌های سه‌روزۀ آنان با لحاظ کردن بدترین شرایط قابل تصور -یعنی برای فردی که از زمان سرقت سرب‌ها به صورت مستمر در بخش بالای اتاق درمان حضور داشته‌باشد- حداکثر پرتوگیری افراد از این حادثه ۴ میلی‌سیوِرت تخمین زده شده‌است که اندکی بالاتر از میزان پرتوگیری سالانۀ یک فرد در حالت عادی از پرتوهای کیهانی و مواد غذایی (به میزان ۳ میلی‌سیوِرت) است. علیرغم اینکه با این محاسبه نیز در رابطه با این افراد باید میزان پرتوگیری را با این میانگین سالانه جمع بست و حداکثر آن را ۷ میلی‌سیورت اعلام کرد، اما در کنفرانس خبری اعلام شد که جای نگرانی در این‌باره وجود ندارد و ادعا شد که جذب ۴ میلی‌سیورت تأثیر قابل توجهی بر سلامت افراد نخواهد داشت. عبدالرضا مصری نائب رئیس مجلس و نمایندۀ حوزۀ انتخابیۀ کرمانشاه اظهار داشت که افراد غیرمتخصص اجازه ندارند دربارۀ موضوع نشت پرتوی رادیواکتیو از بیمارستان امام رضا صحبت کنند. مصری ادعا کرد که کارشناسان سازمان انرژی اتمی را او به کرمانشاه فراخوانده است و کسانی که نظر این کارشناسان دولتی را قبول ندارند را به «تشویش اذهان عمومی» از طریق «بازی با روان مردم» متهم کرد. ادعای طبیعی بودن میزان جذب اشعه در ماجرای سرقت قطعات سربی بیمارستان امام رضا را معاون درمان وزارت بهداشت نیز در ۲۷ خرداد ۱۴۰۲ در حاشیۀ اجلاس معاونان درمان دانشکده‌ها و دانشگاه‌های علوم پزشکی کشور تکرار کرد و مدعی شد که نشت اشعه در محل‌هایی که دانشجویان، پرسنل و اینترن‌ها حضور داشته‌اند خارج از حد استانداردهای بین‌المللی نبوده‌است. در ۲۳ خرداد ۱۴۰۲ فرماندۀ انتظامی استان کرمانشاه از دستگیری هفت نفر به اتهام سرب‌های سرقتی خبر داد که به گفتۀ او سه نفر آن‌ها سارق و چهار نفر مالخر بوده‌اند. او اظهار داشت که سارقان سه نفر بوده و از نیروهای خدماتی بیمارستان بوده‌اند و از طریق سقف انبار بخش اورژانس توانسته بودند وارد اتاق رادیوتراپی شده و طی مدت چهار ماه به تدریج سرب‌ها را خارج کنند. او ارزش سرب‌های سرقتی را ۶ میلیارد تومان اعلام کرد. او ضمن اشاره به بازداشت ۴ مالخر به جرم خریدن قطعات سربی، اتهام آنان را «معاونت در سرقت و جرم» اعلام کرد که به گفتۀ او شش ماه تا سه سال حبس برای آنان در پی خواهد داشت. فرماندۀ انتظامی کرمانشاه همچنین از احضار فرد دیگر به سبب انجام قصور خبر داد، اما هویت این افراد را اعلام نکرد. دادستان عمومی و انقلاب کرمانشاه در ۳۱ خرداد ۱۴۰۲ بار دیگر خبر بازداشت مالخرها را اعلام و این بار تعداد آن‌ها را ۳ نفر ذکر کرد. به گفتۀ او به دلیل تدریجی بودن سرقت، قطعات سرب فروخته شده و اموال زیادی از این افراد به دست نیامده است. در ۱۴ تیر ۱۴۰۲ دادستان عمومی و انقلاب کرمانشاه اعلام کرد در حال حاضر در این پرونده برای ۸ نفر شامل سه سارق و چهار مالخر و رئیس حراست -به‌دلیل ترک فعل و عدم نظارت منجر به سرقت- قرار جلب دادرسی صادر شده و مدیر بیمارستان و رییس دانشگاه علوم پزشکی نیز حکم تعلیق تعقیب به مدت یک سال دریافت کرده‌اند.